# ショウジョウコオロギ
ショウジョウコオロギ（猩々蟋蟀） Cymbiola rutila はガクフボラ科に分類される10cm前後の肉食生の巻貝の一種。オーストラリア北東部のクイーンズランド州東岸からパプアニューギニアを経てソロモン諸島までの潮間帯～浅海の砂泥底に生息し、地域によってはかなり普通に見られる。形態に変異が多く、それぞれに学名が付けられたりしたが、全て同一種とされる
種名の rutila は「血の色」の意で、英名はこれに因む。和名のショウジョウは赤いことを意味し、コオロギは江戸時代に同属の最普通種にトウコオロギ(唐蟋蟀)という名が付けられて以来、このグループの基幹名として使われる。昆虫のコオロギと区別する意味で語尾に巻貝を意味するボラ（法螺）を付けてショウジョウコオロギボラと言うこともある。

## 摘要
分布
クイーンズランド州北東沿岸（珊瑚海の Sumarez Reef）からパプアニューギニア東部～ソロモン諸島（ソロモン海）にかけての海域（南緯20度～赤道）。潮間帯から20m程度までの砂底。
形態
殻高10cm前後の長卵形、滑らかで紅色～褐色の細斑があり、3本の濃色帯をなす。軟体は褐色地に白色小斑が無数にある。
生態
肉食、雌雄異体、卵嚢から稚貝が這い出す直達発生。
分類
変異が多く、ショウジョウコオロギ C. rutila rutila (Broderip, 1826) とカスリコオロギ C. rutila norrisi (Gray, 1838) の2亜種に分ける立場や、亜種を認めず複数の型（form）に分ける立場などがある。属位はトゲコオロギ属 Cymbiola とすることでほぼ安定しているが、亜属まで分ける場合にはトゲコオロギ亜属 Cymbiola (Cymbiola) とする場合とトウコオロギ亜属 Cymbiola  (Aulicina)とする場合がある。

## 特徴
形態
トゲコオロギ属 Cymbiola のうち、浅い場所に生息する種は一般に変異の幅が大きいことで知られ、本種も成貝で殻高5cm程度のものから13cm程度になるものまであり、色彩や殻の膨らみなどにも変異がある。プロトコンク（胎殻）は3層～3.5層で大きく低い乳頭状で、上面に弱い結節列をもつ。成長後も螺塔は低く、殻口が高さの8割以上を占める。殻質は厚く重みがあり、殻表は滑らかで、象牙色～淡褐色の地に赤褐色や橙褐色の斑紋を散らす。斑紋が細かいために全体にかすれたように見えるが、よく見ると多数の細かい三角形を含んだ、いわゆる"網代模様"（実際にはシェルピンスキーのギャスケット）になっている。この斑紋の濃淡によって体層には広い3本の色帯が形成されることが多いが、時に縫合下～肩にかけての色帯が分離して全部で4本になることもある。肩は丸く滑らかなのが普通だが、ときに丸い結節状になるものもある。さらに Laughlan 諸島には肩の結節が小さく尖るものがあるが、これは極めて稀な型である。殻口内は象牙色～橙紅色まで変異があり、軸唇には斜めの強い襞が4個ある。
蓋はない。
体は全体に黒褐色の地に細かい淡色斑を小紋のように無数に散らし、水管や触角も同様に彩色される。触角は1対で、その基部付近の外側に眼がある。本属の歯舌は側歯がなく中歯のみで、3歯尖をもつ。
生態
肉食。潮間帯から10m程度の砂礫底～砂底に生息する。本科のものは雌雄異体で交尾により受精する。卵は産卵の際にキチン質の卵嚢に入れられた状態で、多数の卵嚢がまとめて他物に産み付けられる。浮遊幼生期間のない直達発生で、かなり大きな稚貝として孵化する。殻頂に残る大きなプロトコンクは孵化時の殻で、浮遊幼生による拡散がないために地域ごとに遺伝的に異なる個体群が形成されやすい。

## 分類
原記載
Voluta rutila Broderip, 1826, Zoological Journal vol.2 no.5: 30-32, pl. 3.
タイプ産地：「Austral?」
ホロタイプの所在：大英自然史博物館 登録No.1967607 
属
トゲコオロギ属 Cymbiola に分類されることで安定しているが、本種のように軸襞が4個でプロトコンク（原殻）に結節列があるのはトウコオロギ亜属 Aulicina の特徴とされ、この亜属を認める場合には本種もそこに分類される。
種と亜種
種名のレベルでは、色彩や殻形に変異が多いこともあり、古い時代にはそれらが別種や亜種と見なされて学名が付けられたり、他の近似種との混同などで学名が多少混乱していた時期もある。以下にいくつかの分類例を挙げる。
Weaver & DuPont, 1970 の分類
1970年に Weaver と DuPont がガクフボラ科のモノグラフを著した際、それまで使われてきた複数の学名や、他種との混同などを整理して、以下の2亜種に纏めた。さらにその2亜種について、両者の分布域がニューギニア東部南岸で途切れて二海域に分かれているような分布図を示した。
※以下はWeaver & duPont（1970）の分類
- ショウジョウコオロギ Cymbiola (Aulicina) rutila rutila (Broderip, 1826)

原記載、タイプ産地その他は摘要の項を参照。
分布：クイーンズランド東岸（南緯10-20度）
- カスリコオロギ Cymbiola (Aulicina) rutila norrisii (Gray, 1838)

原記載：Voluta norrisii Gray, 1838. Ann. Mag. Nat. Hist.. Vol.1, No.5: p.414.
タイプ産地："―――？　Cabinet, Mr. Norris"　（"産地不明 Norris 氏所蔵標本"）
分布：パプアニューギニア東部からソロモン諸島（ソロモン海）
Hinton, 1972 の分類
1972年に A. G. Hinton が出版したニューギニア周辺産の貝類図鑑では、ニューギニア近海の本種を地域個体群ごとに10の型（form）に分けてそれぞれを図示したが、学名は全て Cymbiola rutila として扱い、亜種は特に認めなかった。
Poppe & Goto, 1992 の分類
1992年に出版された Poppe & Goto のガクフボラ科のモノグラフでも、亜種は認めていないが、かわりに7型を区別し、そのうちの5型には「form」と記した後ろに種小名を付している。ただし、新たに対応させた学名についてはその原記載の十分な検討などはしていないと述べており、またこの時代の "form" は国際動物命名規約の範疇外にある。
型（form）の分け方は概ねで先の Hinton に従ったものであるが、 Weaver & duPont (1970) が2亜種の分布域を断続しているように図示したのに対し、Poppe & Goto はクイーンズランド州東岸からソロモン諸島までの沿岸域に連続した分布図を示した。下記がその7型であるが、クイーンズランドのものも norrisii とする点が Weaver & DuPont と異なる点であり、かつタイプ型とも言うべき rutila そのものがどの個体群に当たるのかが不明な分類となっている。なお、著者のうち Poppe は貝類標本などの販売業を営んでおり、Goto は貝類収集家である。
※以下は Poppe & Goto（1992）の分類
- Cymbiola rutila form norriisii (Gray, 1838)  ["norriisii" は norrisii の誤り]

肩が丸く、rusty brownから深いオレンジ色。オーストラリア沿岸およびパプアニューギニアのサマライ島及びトロブリアンド諸島のキタヴァ(Kitava)島。
- Cymbiola rutila form ceraunia (Crosse, 1880)

殻型は norrisii と同様だが斑紋がより細かく、褐色系で、ときに藤色がかる。Goodenough島とサマライ島。
- Cymbiola rutila form rückeri (Crosse, 1867)

殻型はなで肩から怒り型まで変異がある。斑紋は赤からピンク。Calvados列島。
- Cymbiola rutila form macgillvrayi (Cox, 1873)

小型で殻幅広く、肩に結節ができる。地色は白味がかっており、細かい赤い斑紋をもつ。Laughlan 島。
- Cymbiola rutila form piperita (Sowerby, 1845)

明るい褐色や橙色を地色とし、濃褐色から黒色の連続的な色帯をもつ。ニューブリテン島と Umboi島（Siassi島）。
- Cymbiola rutila form A

灰色がかり、肩は滑らかではあるが明瞭。トロブリアンド諸島。
- Cymbiola rutila form B

小型で殻口が濃いオレンジ色になる。トロブリアンド諸島近くの Lusancay 島。
Bouchet, P. （2015）の分類
Bouchetは水生生物のデータベースであるWoRMSにおいてBouchetは亜種や型を認めずただ1種として扱い、以下のものを異名として挙げている。
- Voluta macgillivrayi Cox, 1873
- Voluta norrisii Gray, 1838 カスリコオロギ
- Voluta piperita (Sowerby I, 1845)
- Voluta ruckeri Crosse, 1867
- Voluta ruckeri ceraunia Crosse, 1880

## 人との関係
他のガクフボラ科の貝類と同様、貝殻コレクションの対象とされることがある。